# Renata Spagnolo
Renata Fabiola Spagnolo (Caracas, 2 gennaio 1989) è un'ex nuotatrice italiana.

## Carriera
Specializzata nello stile libero, ha ottenuto i suoi migliori risultati nelle staffette con cui ha vinto quasi tutti i suoi titoli italiani e con cui ha nuotato in tutte le finali internazionali da lei disputate. Si è messa in luce già nel 2003 ai campionati italiani assoluti, e nel 2004 ha debuttato agli europei giovanili di Lisbona. L'anno dopo ha vinto ai campionati italiani primaverili i titoli delle due staffette a stile libero ed è stata quindi convocata per i mondiali di Montréal di luglio dove la staffetta 4×200 m non è riuscita a qualificarsi per la finale.
Nel 2006 ha partecipato ai mondiali in vasca corta di Shanghai in cui ha nuotato in batteria sia la 4×100 m che la 4×200 m stile contribuendo a qualificarle per la finale in sono arrivate rispettivamente settima e quarta. Anche ai successivi europei di Budapest è stata fatta nuotare in batteria nella 4×200 m poi quinta in finale. È stata convocata nel 2007 ai mondiali di Melbourne dove però la 4×200 m non ha avuto successo, essendosi classificata solo tredicesima in batteria.
Il 2008 è stato un anno più positivo: a marzo si sono disputati gli europei ad Eindhoven dove ha vinto la medaglia di bronzo nella staffetta 4×200 m stile libero con Alice Carpanese, Federica Pellegrini e Alessia Filippi, stabilendo il nuovo primato italiano in 7'55"09. Ha partecipato ai Giochi olimpici di Pechino nell'agosto successivo, ottenendo il 4º posto sempre con la staffetta 4×200 m assieme ad Alessia Filippi, Flavia Zoccari e Federica Pellegrini migliorando in batteria il primato italiano con 7'53"38 e in finale quello europeo in 7'49"76. Nella stessa manifestazione ha migliorato di quasi 2 secondi il suo personale nuotando in prima frazione 1'58"91 in batteria e 1'58"31 in finale (prec. 2'00"15) ottenendo così la seconda prestazione mai nuotata in Italia fino a quel momento.
Ai campionati mondiali di Roma dell'agosto 2009 ha ottenuto ancora il quarto posto con la 4×200 m che ha migliorato il primato nazionale fino a 7'46"57 assieme ad Alessia Filippi, Alice Carpanese e Federica Pellegrini. Ha nuotato ancora in staffetta (e nelle gare individuali) in nazionale nel dicembre del 2010 ai mondiali in vasca da 25 metri di Dubai in cui è arrivata settima con Chiara Masini Luccetti, Alice Nesti e Francesca Segat.
attualmente si allena a Padova

## Palmarès
nota: E = primato europeo
| Giochi olimpici                | ---                   | ---                   | ---                     | ---                     | ---                            | 4×200 m st. libero                 |
| 2008 Pechino Cina              | ---                   | ---                   | ---                     | ---                     | ---                            | 4ª - 7'49"76 - E frazione: 1'58"31 |
| Campionati del mondo           | ---                   | ---                   | ---                     | ---                     | 4×100 m st. libero             | 4×200 m st. libero                 |
| 2005 Montreal Canada           | ---                   | ---                   | ---                     | ---                     | ---                            | 9ª - 8'09"14 frazione: 2'04"30     |
| 2007 Melbourne Australia       | ---                   | ---                   | ---                     | ---                     | ---                            | 13ª - 8'06"64 frazione: 2'01"81    |
| 2009 Roma Italia               | ---                   | ---                   | ---                     | ---                     | 13ª - 3'41"07 frazione: 55"68  | 4ª - 7'46"57 frazione: 1'58"79     |
| 2011 Shanghai Cina             | ---                   | ---                   | ---                     | ---                     | ---                            | 13ª - 8'02"69 frazione: 2'02"33    |
| Mondiali in vasca corta        | 50 m st. libero       | 100 m st. libero      | 200 m st. libero        | 800 m st. libero        | 4×100 m st. libero             | 4×200 m st. libero                 |
| 2006 Shanghai Cina             | ---                   | ---                   | ---                     | 18ª 8'45"60             | 7ª nuota in batteria           | 4ª nuota in batteria               |
| 2010 Dubai Emirati Arabi Uniti | 31ª in batteria 25"49 | 31ª in batteria 55"32 | 25ª in batteria 1'58"11 | ---                     | ---                            | 7ª - 7'46"80 frazione: 1'57"60     |
| Campionati europei             | ---                   | ---                   | 200 m st. libero        | 400 m st. libero        | ---                            | 4×200 m st. libero                 |
| 2006 Budapest Ungheria         | ---                   | ---                   | ---                     | ---                     | ---                            | 5ª nuota in batteria               |
| 2008 Eindhoven Paesi Bassi     | ---                   | ---                   | 28ª in batteria 2'03"75 | 21ª in batteria 4'21"52 | ---                            | Bronzo: 7'55"69 frazione: 2'01"18  |
| Europei in vasca corta         | ---                   | ---                   | 200 m st. libero        | 400 m st. libero        | ---                            | ---                                |
| 2005 Trieste Italia            | ---                   | ---                   | 18ª in batteria 1'59"31 | 16ª in batteria 4'10"85 | ---                            | ---                                |
| Mondiali giovanili             | ---                   | ---                   | 200 m st. libero        | 400 m st. libero        | ---                            | ---                                |
| 2006 Rio de janeiro Brasile    | ---                   | ---                   | 18ª in batteria 2'04"31 | 16ª in batteria 4'22"79 | ---                            | ---                                |
| Europei giovanili              | ---                   | 100 m st. libero      | 200 m st. libero        | ---                     | 4×200 m st. libero             | 4×100 m mista                      |
| 2004 Lisbona Portogallo        | ---                   | 15ª in batteria 58"68 | 13ª in batteria 2'05"81 | ---                     | 6ª - 8'22"31 frazione: 2'05"28 | 4ª - 4'15"54 frazione: 57"72       |

### Campionati italiani
1 titolo individuale e 7 in staffette, così ripartiti:
- 1 nei 200 m stile libero
- 3 nella staffetta 4×100 m stile libero
- 4 nella staffetta 4×200 m stile libero

nd = non disputata
| Anno | Edizione    | st.libero 100 m | st.libero 200 m | st.libero 400 m | st.libero 4×100 m | st.libero 4×200 m |
| ---- | ----------- | --------------- | --------------- | --------------- | ----------------- | ----------------- |
| 2003 | Primaverili | -               | -               | -               | -                 | 3                 |
| 2004 | Primaverili | -               | -               | -               | 3                 | 2                 |
| 2004 | Estivi      | -               | -               | -               | 3                 | 2                 |
| 2005 | Primaverili | -               | -               | -               | 1                 | 1                 |
| 2005 | Estivi      | -               | -               | -               | 3                 | 1                 |
| 2005 | Invernali   | -               | -               | 3               | nd                | nd                |
| 2006 | Primaverili | -               | -               | -               | -                 | 2                 |
| 2006 | Estivi      | -               | 3               | 3               | -                 | 2                 |
| 2006 | Invernali   | -               | -               | 3               | nd                | nd                |
| 2007 | Primaverili | -               | 3               | -               | -                 | 2                 |
| 2007 | Estivi      | -               | -               | -               | -                 | 1                 |
| 2007 | Invernali   | -               | 2               | -               | nd                | nd                |
| 2008 | Primaverili | -               | -               | -               | 1                 | 2                 |
| 2008 | Estivi      | 3               | 1               | -               | 1                 | 1                 |
| 2009 | Primaverili | 2               | -               | -               | -                 | 3                 |
| 2009 | Estivi      | 2               | 3               | -               | -                 | -                 |
| 2010 | Estivi      | -               | 3               | -               | nd                | nd                |
| 2011 | Primaverili | 3               | 2               | -               | -                 | -                 |